# Pholioxenus rutilus
Pholioxenus rutilus är en skalbaggsart som först beskrevs av Wilhelm Ferdinand Erichson 1834.  Pholioxenus rutilus ingår i släktet Pholioxenus och familjen stumpbaggar. Inga underarter finns listade i Catalogue of Life.